# Tumba del orco

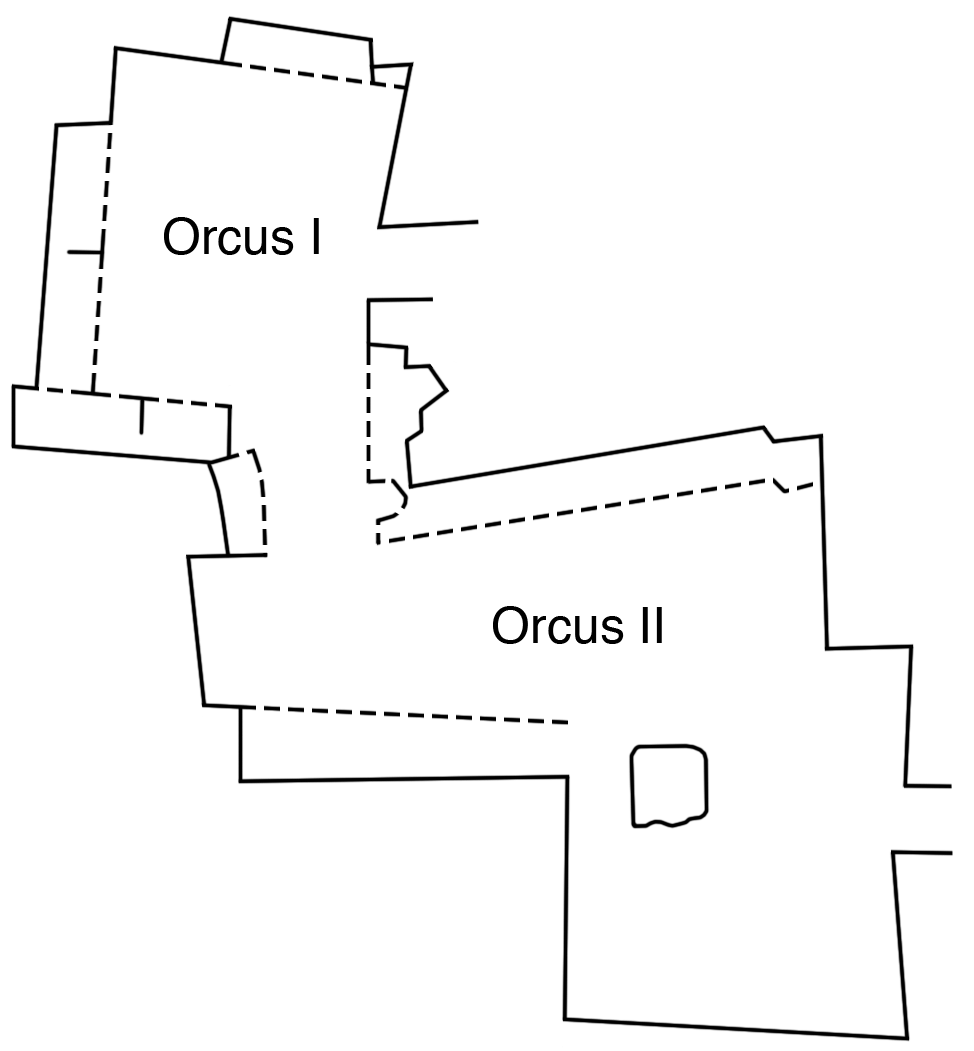
Esquema de la Tumba del Orco, con las dos cámaras y los dos dromos (entradas).

La Tumba del orco (en italiano: Tomba dell'Orco), a veces llamada Tumba de Murina (en italiano: Tomba dei Murina), es un hipogeo etrusco del siglo IV a. C. (cámara funeraria) en Tarquinia, Italia. Descubierto en 1868, muestra influencias del arte helenístico en sus notables murales, que incluyen el retrato de Velia Velcha, una noble etrusca, y la única representación pictórica conocida del demonio Tuchulcha. En general, los murales destacan por su representación de la muerte, el mal.
Debido a que la tumba se construyó en dos secciones y en dos fases, a veces se denomina Tumbas de orco I y II; se cree que perteneció a la familia Murina, una rama de la  familia Spurinna. La fundación lleva inscrita la siguiente frase enigmática: 

LARΘIALE HVLΧNIESI MARCESIC CALIAΘESI MVNSLE NACNVAIASI ΘAMCE LE…

## Historia
Orco I fue construido entre 470 y 450 a. C. (tal vez por un hombre llamado Leive; véase más adelante); hacia el 325 a. C. se construyó un hipogeo separado, Orco II. En algún momento de la antigüedad se eliminó el muro entre ambos, creando una gran tumba con dos dromos (entradas).
La tumba fue excavada en 1868 por un oficial del ejército francés. Tras su descubrimiento, el excavador confundió la pintura de un cíclope con el dios romano Orco (véase más adelante), de ahí el nombre de «Tumba del orco». El nombre en italiano (Tomba dell'Orco) también puede significar «Tumba del Ogro», y así se utiliza en Italia en la actualidad.
La segunda tumba nunca se ha excavado por completo.

## Murales
Aunque la mayoría de las paredes están decoradas con murales, los artistas no completaron el techo. Un análisis científico realizado en 2001 reveló que la pintura utilizada contenía cinabrio, ocre, oropimente, calcita, cobre y azul egipcio. Mientras que las ilustraciones de Orco I son muy elogiadas (en particular la pintura de Velia Velcha; véase más adelante), algunas de las ilustraciones de Orco II se consideran mal hechas.
Es probable que los excavadores franceses de la tumba intentaran retirar algunos de los murales para exponerlos en el museo del Louvre, lo que provocó un importante deterioro.

### Orco I

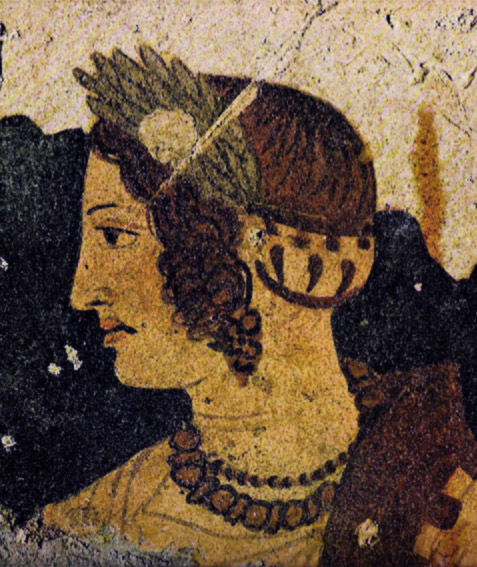
Velia Velcha, en la imagen de la pared derecha de Orco I.

La Tumba de Orco I (también conocida como Tumba de Velcha') fue construida entre 470 y 450 a. C.. Las paredes principal y derecha representan un banquete, se cree que de los Spurinnas tras su muerte en la Batalla de Siracusa. Los banqueteros están rodeados de demonios que hacen las veces de coperos.
Una de los banqueteros es una noble llamada Velia Velcha (o, según algunas interpretaciones, Velia Spurinna), cuyo retrato ha sido llamado laMona Lisa de la antigüedad clásica. Su perfil realista (especialmente su ojo) muestra la influencia del arte helenístico. Sin embargo, a diferencia de la Mona Lisa, destaca por su expresión facial.

### Orco II

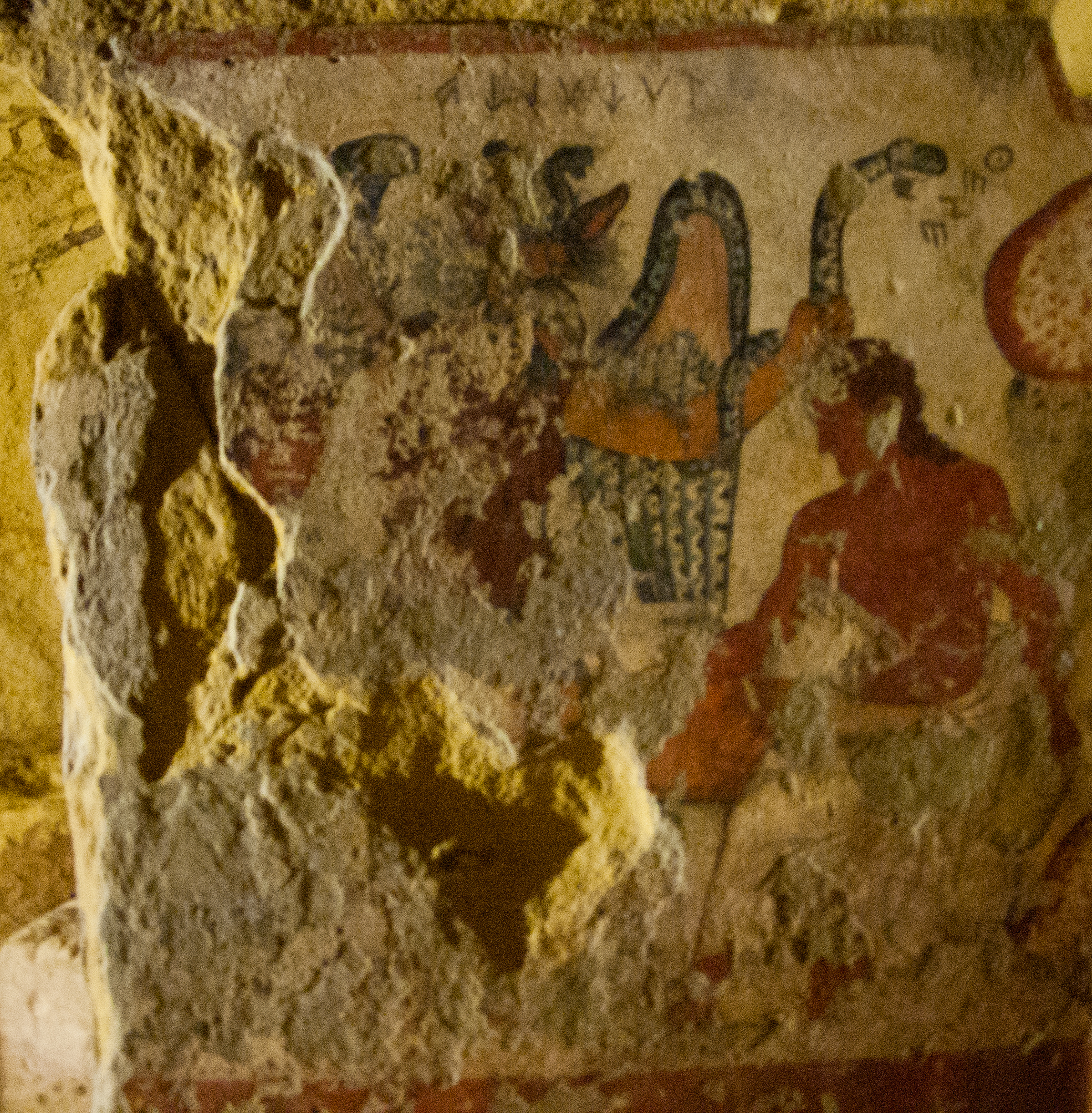
Teseo y Tuchulcha.

La Tumba de Orco II (a veces denominada la Tumba de Orco) fue construida hacia el año 325 a. C. Su entrada está custodiada por pinturas de Charun (Caronte), el guardián del inframundo, y un cíclope (posiblemente Polifemo o Gerión). Cuando se descubrió la tumba, el cíclope fue confundido con el dios romano del inframundo, Orcus (de ahí el nombre de la tumba).
La pared del fondo representa un cortejo fúnebre presidido por Aita (Hades), el dios etrusco del inframundo, y su esposa "Phersipnei" (Perséfone). Se cree que la pared izquierda representa a Agamenón, Tiresias y Áyax en el inframundo.
«Estos (Teseo) y el equivalente etrusco de Piritoo están sentados a una mesa en la pared derecha, jugando a un juego de mesa, donde son amenazados por el demon etrusco» Tuchulcha, que aparece con orejas puntiagudas, cara peluda y pico ganchudo, blandiendo serpientes en sus manos. La tumba es única en el sentido de que contiene la única representación histórica conocida de este demonio.

## Inscripción
Una inscripción en los cimientos de la tumba  dice lo siguiente:

LARΘIALE HVLΧNIESI MARCESIC CALIAΘESI MVNSLE NACNVAIASI ΘAMCE LE…

Esto ha llegado a entenderse como:

Larthiale Hulchniesi Marcesi Caliathesi munisule nacnvaiasi thamuce Le…

Los nombres "Larthiale Hulchniesi" y "Marcesi[c] Caliathesi" están en caso dativo, por lo que significan «para/por Larth Hulchnie» y «para/por Marce *Caliathe»"respectivamente; "nacnvaiasi" también es dativo, del sustantivo etrusco nacnvaia, «los que vienen después» (es decir, la posteridad); el sustantivo "mun[i]s[u]le" se refiere a cualquier monumento subterráneo (y no exclusivamente a tumbas); el verbo "tham[u]ce" significa "establecido"; el "Le..." final son las letras etruscas LE recortadas, aunque una parte de la siguiente letra es visible, a veces interpretada como una "i"; se ha sugerido el nombre completo "Leive".
La frase se traduce entonces:

Le[ive] erigió este monumento a Larth Hulchnie y Marce Caliathe para la posteridad.

Se cree que Larth Hulchnie fue magistrado de Tarquinia en el siglo IV a. C., y que Marce Caliathe fue su «representante».
Sin embargo, se discute si la transcripción significa que Larth Hulchnie y Marce Caliathe fueron enterrados en la tumba, sobre todo porque no eran Spurinna; la mayoría de los estudiosos creen que el monumento estaba simplemente dedicado a los magistrados. Los etruscólogos Giuliano y Larissa Bonfante han sugerido que el pasaje está incompleto y que originalmente habría especificado «durante la magistratura» de Hulchnie y Caliathe  (confer zilci Velusi Hulchniesi, «durante la magistratura de Velu Hulchnie», que se encuentra en otro lugar de la tumba).

Le[ive] erigió este monumento para la posteridad [durante la magistratura] de Larth Hulchnie y Marce Caliathe.

"Marce" es probablemente un cognado o preforma de "Marcus". "Hulchnie" se interpreta generalmente como la  gens  romana gens Fulcinia, y "Larth" se cree que es afín al nombre en griego "Laertēs"; Algunos han sugerido que Larth Hulchnie significa "Hulchnie, hijo de Larth".